# Tortriciforma
Tortriciforma is een geslacht van vlinders van de familie visstaartjes (Nolidae), uit de onderfamilie Chloephorinae.

## Soorten
- T. chloroplaga Hampson, 1905
- T. perviridis Prout, 1928
- T. tamsi Holloway, 1976
- T. viridipuncta Hampson, 1894
- T. viridissima Roepke, 1948